# 'Neath the Arizona Skies
'Neath the Arizona Skies é um média-metragem norte-americano de 1934, do gênero faroeste, dirigido por Harry L. Fraser e estrelado por John Wayne e Sheila Terry.

## A produção
Esta aventura é o remake de Circle Canyon, rodado no ano anterior com Buddy Roosevelt. O roteiro, pleno de incidentes, destinou muitas falas a vários dublês, o que prejudicou o ritmo do filme.
George Hayes, sem ser creditado, participa da produção como o cozinheiro de um rancho. O próprio diretor, sob o pseudônimo de Weston Edwards, faz o papel de um bandido.
'Neath the Arizona Skies está em domínio público e, portanto, pode ser baixado gratuitamente no Internet Archive.

## Sinopse
Chris Morrell é o guardião de Nina, uma pequena mestiça. Nina tem direito a 50000 dólares da exploração de petróleo de sua falecida mãe. Antes de mais nada, porém, ela precisa conseguir a assinatura do pai, desconhecido tanto para ela quanto para Chris. Bandoleiros chefiados por Sam Black, estão atrás da menina para ficar com o dinheiro. Não são os únicos: a herança também é cobiçada por Vic Byrd e Jim Moore, outros dois criminosos.

## Elenco
| Ator/Atriz           | Personagem     |
| -------------------- | -------------- |
| John Wayne           | Chris Morrell  |
| Sheila Terry         | Clara Moore    |
| Shirley Jane Rickert | Nina           |
| Jack Rockwell        | Vic Byrd       |
| Yakima Canutt        | Sam Black      |
| Weston Edwards       | Capanga        |
| Buffalo Bill Jr.     | Jim Moore      |
| Philip Kieffer       | Jameson Hodges |